# NGC 947
NGC 947 è una vasta galassia a spirale barrata situata nella costellazione della Balena, a una distanza di circa 228 milioni di anni luce dalla nostra Via Lattea.

## Scoperta
La galassia è stata scoperta il 10 novembre 1835 dall'astronomo britannico John Herschel.

## Descrizione
NGC 947 ha una classe di luminosità III e presenta una larga riga a 21 cm dell'idrogeno neutro.